# Bledius omega
Bledius omega är en skalbaggsart som beskrevs av Herman 1983. Bledius omega ingår i släktet Bledius och familjen kortvingar. Inga underarter finns listade i Catalogue of Life.